# Henne und Küken

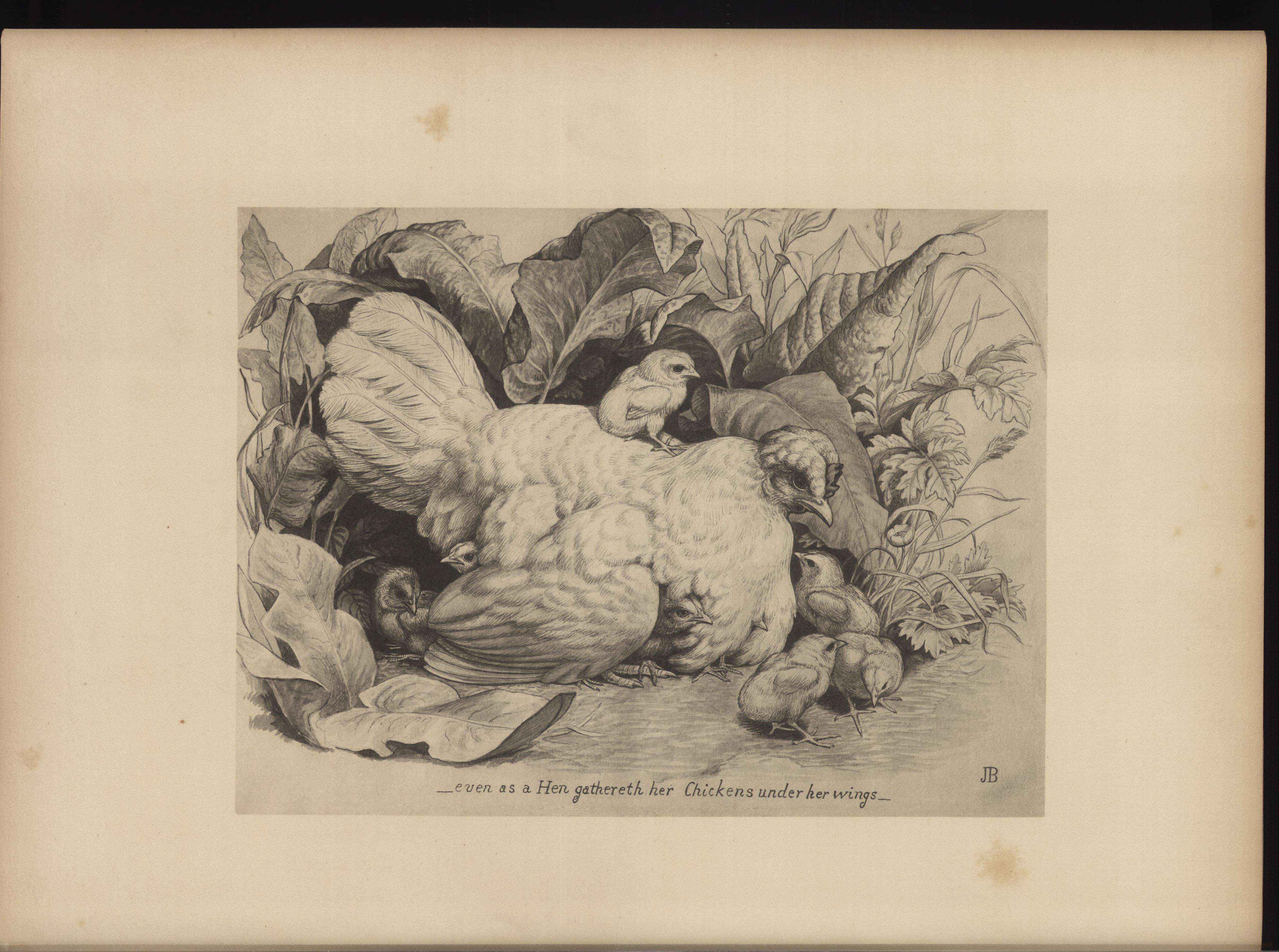
Jemima Blackburn: Henne und Küken, 1886

Jesus von Nazareth gebraucht die Metapher von der Henne, die ihre Küken versammelt im Evangelium nach Matthäus (Mt 23,37 ) und Lukas (Lk 13,34 ) als Bild dafür, wie Gott sich immer wieder um Jerusalem und seine Bewohner bemüht hat.

## Kontext und Erklärung
Das Bildwort steht am Schluss einer Rede Jesu, die sich gegen die Schriftgelehrten und Pharisäer richtete. Durch das Bild drückt er noch einmal aus, wie Gott sich immer wieder um Jerusalem bemüht hat, dies aber immer wieder zurückgewiesen wurde.

„Jerusalem, Jerusalem, die du tötest die Propheten und steinigst, die zu dir gesandt sind! Wie oft habe ich deine Kinder versammeln wollen, wie eine Henne ihre Küken versammelt unter ihre Flügel; und ihr habt nicht gewollt!“

Die Wendung basiert auf dem Spruch des Propheten Jesaja: 

„Und der HERR Zebaoth wird Jerusalem beschirmen, wie Vögel es tun mit ihren Flügeln, er wird schützen, erretten, schonen und befreien.“

In Jesus Christus hat sich Gott letztlich selbst immer wieder für Jerusalem eingesetzt. Da dies aber auf so große Ablehnung gestoßen ist, wird Jesus und damit Gott die heilige Stadt und den Tempel verlassen, was für sie das Ende bedeutet (Vers 38). Diese Verlassenheit wird andauern bis zu seiner endgültigen Wiederkehr (Vers 39).

## Rezeption
Johann Sebastian Bach nimmt des Bild auf in der Kantate Darzu ist erschienen der Sohn Gottes (BWV 40, 1723), wo es in der Arie Nr. 7  heißt: Jesus, der erretten kann, Nimmt sich seiner Küchlein an Und will sie mit Flügeln decken.